# 希腊火药与弹药公司
希腊火药与弹药公司，常省作皮尔卡尔（ΠΥΡΚΑΛ），为希腊最早的武器生产单位之一，成立于1874年，为希腊全国主要的军火及爆炸品生产者。在历史上，它是希腊规模最大的公司之一，实际上反映了希腊工业的历史。自创建以来，它一直是希腊国内军事冲突中的关键武器供应商，武器也曾出口到五大洲。